# Fanfarría (señuelo)
El T-Mk 6 Fanfarría es un sonar señuelo remolcado  desarrollado después de la Segunda Guerra Mundial por la Armada de Estados Unidos. Reemplazó al generador de ruido denominado "Foxer".  Fue más eficaz que el "Foxer", produciendo un sonido similar a la hélice de un barco, en vez de ruido de banda ancha.